# Takelot
Takelot (... – 775 a.C. circa) è stato un Primo Profeta di Amon durante la XXII e XXIII dinastia egizia.
| R8 | U36 | D1 · p · n | i | mn · n |

hm ntr tpi n imn - Primo Profeta di Amon-Ra
| U33 | k · r | N18 · V13 |

tklt - Takelot

## Biografia
Figlio del principe di Eracleopoli, Nimlot, il suo nome compare sulle registrazioni del livello del fiume nel nilometro di Karnak datate all'anno 32 del regno di Petubastis I e all'anno 6 del regno di Sheshonq VI.